# Confedi
El Consejo Federal de Decanos de Ingeniería de la República Argentina es una asociación civil sin fines de lucro de carácter educativo cultural, conformada por los decanos, o sus equivalentes, de las facultades de ingeniería o unidades académicas con carreras de ingeniería, dependientes de las universidades públicas y privadas de todo el país, reconocidas por el Estado nacional. Su actual presidente es el Ingeniero José Basterra, decano de la Facultad de Ingeniería de la Universidad Nacional del Nordeste.

## Objetivos
Coordinar el accionar de las facultades propiciando toda actividad que redunde en su beneficio y promover su interrelación, tanto entre ellas como con organismos, instituciones y otras unidades académicas a nivel internacional. Facilitar el intercambio de estudiantes, docentes, investigadores y personal no docente. Coordinar, compatibilizar y propiciar propuestas sobre carreras, planes de estudio o aseguramiento de la calidad en la formación. Fomentar actividades conjuntas de extensión y transferencia, investigación y desarrollo, y capacitación. Propender al más amplio intercambio de información y bibliografía. Diseñar y proponer nuevas disciplinas de grado y de posgrado. Contribuir al desarrollo territorial sostenible local, nacional y regional.

## Historia
A partir de la inquietud de un grupo de decanos de conformar un ámbito en el cual se debatan y propicien, a partir de experiencias propias, soluciones a las problemáticas universitarias planteadas en las unidades académicas de ingeniería nace el Confedi en marzo de 1988. Hoy, lo integran más de 100 facultades o departamentos de ingeniería. Actúa como entidad de representación de la formación universitaria en ingeniería de la Argentina, velando por la calidad, dignidad e imagen en la sociedad de la ingeniería en general, y de la educación en ingeniería en particular. Desde el 13 de noviembre de 1998 con personería jurídica como asociación civil sin fines de lucro. Confedi es miembro fundador de Asibei, Asociación Iberoamericana de Instituciones de Enseñanza de Ingeniería.
El CONFEDI fue incorporando paulatinamente autoridades de todas las Unidades Académicas de Ingeniería Estatales y, a partir de 1991, a las provenientes del ámbito privado. En la actualidad representa a través de sus acuerdos y propuestas, el pensamiento de los responsables de la enseñanza de la Ingeniería en la Argentina.
Durante dieciocho años de existencia, su actividad se desarrolló con una alta participación y en un marco de respeto que permitió romper barreras de competencia ficticia, posibilitando el logro de los objetivos propuestos.
Como parte de estos objetivos, el CONFEDI llevó a cabo, a partir de 1991, un proyecto de Modernización de la Enseñanza de la Ingeniería en la República Argentina, contando para ello con el apoyo académico y económico del Gobierno Español, mediante la Agencia Española de Cooperación Internacional. El resultado del mismo quedó plasmado en el denominado “Libro Azul” (Unificación Curricular en la Enseñanza de la Ingeniería en la República Argentina), el cual se transformó en material de consulta permanente por parte del Ministerio de Educación, Ciencia y Tecnología de la Nación en todo lo relativo a la
fijación de estándares curriculares mínimos en planes de estudio de Ingeniería.
Finalizado el proyecto “Libro Azul” en 1996, a partir de 1997, y luego de la puesta en marcha de la Ley de Educación Superior (LES), CONFEDI comenzó a delinear la definición de estándares para llevar adelante el proceso de acreditación de carreras, que la LES incorporaba como novedad en la Educación Superior Argentina. 
En tal sentido, el XXIII Plenario del CONFEDI realizado en la ciudad de Mendoza en mayo de 1998, aprobó una propuesta de estándares para la acreditación de carreras de ingeniería, propuesta que fuera presentada en el “Taller sobre acreditación de carreras de grado en el área de Ingeniería”, organizado por la CONEAU en junio de 1998.
En 1999 se conformó un Comité de Acreditación, para que, sobre la base de los estándares definidos, realizara una propuesta de indicadores y el manual que sirviera de base para el proceso de acreditación de carreras de grado de Ingeniería. El trabajo de esta comisión fue aprobado por el XXVII Plenario del CONFEDI realizado en el Instituto Tecnológico de Buenos Aires (ITBA) en mayo de 2000. 
Esta propuesta incluyó la Definición del Concepto de Acreditación, Marco Legal, Estándares, Indicadores, Planillas de Información para la Evaluación, Criterios de Evaluación, Perfil del Evaluador, Guía para el Evaluador, Guía para la Autoevaluación y Formularios de Encuestas. El resultado del mismo quedó plasmado en el “Libro Verde”: Manual de Acreditación para Carreras de Ingeniería en la República Argentina. 
En mayo de 2001 y luego del XXIX Plenario realizado en la ciudad de Resistencia, se conformó una comisión de trabajo conjunta entre CONFEDI y CONEAU para realizar un proyecto conjunto final para la acreditación de carreras de ingeniería, el cual fue presentado al Consejo de Universidades, dando lugar a la sanción de la Resolución 1232/01 en diciembre de 2001.
Este proceso que comenzó en junio de 2002, produjo las primeras resoluciones de acreditación de carreras de ingeniería por parte de CONEAU, en noviembre de 2003, con acreditación de seis años o de tres años con compromisos para obtener los tres años siguientes.

## Actividades
La actividad principal del Confedi son sus reuniones plenarias. Su espíritu federal lo lleva a que las sedes de las reuniones roten cubriendo diversos puntos del país, como del 11 al 13 de noviembre de 2014, días en los cuales tuvo lugar en Tucumán la 58.° Reunión Plenaria. Las decisiones se toman por consenso, lo que lleva a que se avance firmemente en pos de lograr los objetivos propuestos. Su accionar ha sido determinante en la homogeneización de la currícula en las carreras de ingeniería, transformándose en un organismo de consulta fundamental para el Ministerio de Educación.

### Programa mujeres en ingeniería
Durante la 63° Asamblea y Reunión Plenaria del CONFEDI, llevada a cabo los días 31 de mayo y 1 de junio, sesionó la Comisión Ad Hoc de Mujeres Ingenieras que tiene como objetivo llevar adelante el Programa Mujeres en Ingeniería.
Algunas de las conclusiones más importantes de la sesión tuvieron como eje el rol imprescindible de la mujer en la ciencia y la tecnología, como lo es en cualquier ámbito de la sociedad, para que la misma sea más justa y equitativa.
En un país que necesita más ingenieros y donde las mujeres representan sólo alrededor del 20% de los estudiantes de las carreras de ingeniería, este programa tendrá como uno de sus objetivos principales difundir una nueva mirada sobre las distintas posibilidades profesionales que brinda la ingeniería, que fomente el ingreso y permanencia de las mujeres en las distintas carreras.
Este programa tiene por objetivo general motivar a las mujeres para que elijan el estudio y el ejercicio profesional de la ingeniería y promover la igualdad de derechos y oportunidades laborales para las mujeres en el campo de la ingeniería. Para esto, se consideró fundamental dar visibilidad a las ingenieras que ejercen su profesión desarrollándose integralmente, compatibilizando su rol en la familia, en la profesión y en la sociedad Por otro lado, se espera que cada Unidad Académica miembro del CONFEDI se sume a este programa y que propongan actividades, considerando las características de la región en donde está inmersa, que permitan alcanzar así los objetivos del mismo.
En 2017, María Teresa Garibay, por entonces vicepresidente de CONFEDI, viajó al Foro Mundial de Educación en Ingeniería (WEEF) en Seúl y conoció de la existencia de una asociación de mujeres en tecnología. Meses después Roberto Giordano, por entonces presidente, le comentó sobre una importante iniciativa española para incorporar más jóvenes femeninas a las ingenierías. “Ambos pensamos: si necesitamos más ingenieros y las mujeres son poco más del 20%, veamos por qué no se suman y de qué manera podemos acercarlas. Así creamos el programa Mujer en Ingeniería, que poco tiempo después se convertiría en una comisión permanente de este Consejo”, recordó.

#### Matilday las mujeres en ingeniería en América Latina
El Consejo Federal de Decanos de Ingeniería de Argentina (CONFEDI) y el Latin American and Caribbean Consortium of Engineering Institutions (LACCEI) realizó, el 8 de marzo de 2019, en conmemoración al Día Internacional de la Mujer, la presentación de “Matilda y las mujeres en ingeniería en América Latina”, una publicación conjunta que reúne a 33 autoras de 7 países con un objetivo fundamental: visibilizar el rol de la mujer en la ingeniería y motivar a las jóvenes latinoamericanas para que puedan ver a esta carrera como una opción para su propio proyecto de vida.

### Talleres
A partir de los intereses detectados en las reuniones plenarias, Confedi organiza talleres sobre temas dentro de un rango muy amplio con el objetivo de sensibilizar y capacitar. Algunas temáticas abordadas fueron: emprendedorismo, sistemas embebidos, tutorías, diseño curricular basado en competencias, revisión de contenidos básicos, articulación académica científica de Ciencias Exactas y Naturales e Ingeniería para el aporte de la universidad al desarrollo territorial sostenible.
Todos los talleres son abiertos y gratuitos.